# Mars Ultors tempel
Mars Ultors tempel (”Mars Hämnarens tempel”) var ett tempel, beläget på Augustus forum i antikens Rom. Det var invigt åt krigsguden Mars och uppfördes av Augustus år 2 f.Kr. Templet var peripteralt.
Det som i dag återstår av Mars Ultors tempel är bland annat podiet samt tre kolonner med korintiska kapitäl och en pilaster.

## Bilder
| - Tre kolonner och en pilaster med resterna av ett entablement. |